# Fasis (Còlquida)
Fasis (en grec antic: Φᾶσις, llatí: Phasis; en georgià ფაზისი, Pazisi) era la ciutat més oriental de la costa de l'Euxí, a prop de la desembocadura del riu Fasis. Estava situada en una plana entre el riu, la mar i un llac. La van fundar com a colònia els milesis i era una estació comercial, segons Estrabó i Esteve de Bizanci. El territori dels voltants era molt fèrtil i ric en fusta, i hi havia un important comerç d'exportació.
El nom de Fasis estaria relacionat amb faisà, una classe d'aus que van ser introduïdes a Europa a través d'aquests territoris en temps dels argonautes, segons Aristòfanes, Plini el Vell, Marcial i Suetoni.
En temps d'Ammià Marcel·lí encara existia com a fortalesa i tenia una guarnició de 400 homes, i un temple de Cíbele, la deïtat local. Hom la confon de vegades amb Sebastòpolis, que en realitat estava situada a prop de l'antiga Dioscúrias (a l'actual Sukhumi, capital d'Abkhàzia). Fasis correspon a la moderna ciutat de Poti, a Geòrgia.